# Jalkut Josef
Jalkut Josef (hebrejsky ילקוט יוסף‎, anglicky doslova „Collation of [the works of Ovadia] Yosef“) je autoritativní současné dílo židovského náboženského práva (halachy), poskytující podrobný výklad Šulchan aruchu, založený na halachických nařízeních bývalého sefardského vrchního rabína Ovadji Josefa. Dílo sepsal jeho syn rabín Jicchak Josef.
Dílo je praktickým halachickým návodem pro Židy sefardského a mizrachi původu; je široce citováno a ke studijním účelům jej používá rostoucí počet synagog a ješiv.
Jalkut Josef je vydán ve 24 svazcích a zahrnuje 2 svazky, které jsou shrnutím (kicur). Současná verze popisuje celou část Orach chajim a části Jore de'a, rozebírající kašrut.
V současnosti (2010) je pod vedením rabína Jisra'ele Bitana z jeruzalémského institutu Haketer vydáváno nové anglickojazyčné vydání The Saka Edition-Yalkut Yosef. K září 2010 bylo zatím vydáno 10 svazků a další svazky jsou připravovány. Institut Haketer plánuje vydat 33 svazků, které pokryjí všechny oblasti sefardských náboženských zvyků.